# Maiori
Maiori is een gemeente in de Italiaanse provincie Salerno (regio Campania) in Italië en telt 5685 inwoners (31-12-2004). De oppervlakte bedraagt 16,4 km², de bevolkingsdichtheid is 359 inwoners per km². Maiori heeft het langste zandstrand van de plaatsen aan de Amalfitaanse kust. Het beschikt over een jachthaven.
Maiori ligt aan de Amalfikust. Dichtstbijzijnde grote steden zijn Salerno en Napels.
De volgende frazioni maken deel uit van de gemeente: S. Pietro, S. Maria delle Grazie, Ponteprimario, Vecite, Erchie.

## Bezienswaardigheden
- Collegiate Church of Santa Maria a Mare[2]
- Castello San Nicola de Thoro Plano
- Santa Maria de Olearia in Maiori. Ruïne van een Benedicter klooster boven Maiori.[3]
- Falerzio Mount en Avvocatakerk. Het hoogste punt van de Amalfitaanse kust.[4]

## Demografie
Maiori telt ongeveer 2123 huishoudens. Het aantal inwoners steeg in de periode 1991-2001 met 0,1% volgens cijfers uit de tienjaarlijkse volkstellingen van ISTAT.
| Jaar | Inwoneraantal |
| ---- | ------------- |
| 1991 | 5735          |
| 2001 | 5740          |

## Geografie
De gemeente ligt op ongeveer 5 m boven zeeniveau.
Maiori grenst aan de volgende gemeenten: Minori, Cetara, Tramonti.

## Verkeer en vervoer
Maiori is bereikbaar vanaf Napels via de A3 en de SP 2a. De dichtstbijzijnde luchthavens zijn de luchthaven Salerno Costa d'Amalfi in Salerno en de Luchthaven Napels in Napels.